# Црква Рождества Пресвете Богородице у Босилеграду
Црква Рождества Пресвете Богородице у Босилеграду или у том крају познатије као Богородица Живоносни Источник једна је од 37 цркава Епархије врањске, која организационо припада Архијерејском намесништву босилеградском, а територијално и административно општини Босилеград са 25 села, и Пчињском округу. Најзначајније окупљање верника у цркви је на дан Велике Госпоине, храмовне славе (28. августа).

## Положај
Црква се налази у Босилеграду, у северном делу Босилеградске котлине дуге 4 и широке 1,1 km, на благо уздигнутом и оцедном брдашцу, званом Рисовица. Удаљена је од Београда 400 km, Ниша 170 km и Софије 132 km.
Микролакација цркве:
- Северна географска ширина: 42° 30' 7,15”
- Источна географска дужина: 22° 28' 18,07”
- Надморска висина црквене порте: 763 m.

## Историја
По старом предању црква је подигнута на месту старије римске цркве и римског гробља, око 1874. године. Оснивач данашње цркве, по истом предању, је поп Мицо Милан Бугарин, У том периоду Босилеград је било у саставу Кнежевина Бугарске, настале после договора великих сила на Берлинском конгресу у јула 1878. године

## Стање заштите
Од оснивања црква је више пута пљачкана али и обнављана. Под цркве обновљен је у периоду од 1992. до 1996. године а новим кровом је препокривена 2009. године, тако да је у добром стању заштите.
Црква је у целости у изворном облику са три куполе на крову, и сачуваним иконостасом. После Другог светског рата 1946. године комунистичка власт је унутрашњост цркве прекречила и до данашњег дана фрескодекорација није рестаурирана.

## Архитектура
Црква Рождества Пресвете Богородице тробродна је грађевина, са припратом и кровом препокривеним црепом на две воде и централно постављене три шестоугаоне куполе, са металним крстом на врху. У цркву се улази кроз припрату и бочна врата са јужне стране цркве. Светлост улази у наос кроз прозоре са свих страна цркве и светле отворе на куполама.
Фрескодекорација
На иконостасу има 10 икона. На месту где треба да стоји икона свеца коме је посвећен храм налази се икона Живопријемног Источника, док је у другом реду иконостаса икона Богородице живоносног источника. Вероватно да је то некада била главна храмовна икона, јер је црква по предању највероватније била посвећена Богородици Живоносном Источнику. Осликавање иконостаса завршено је 1880. године, а иконе на њему рађене су почев од 1874. године, на шта указује уписана ова година у доњем десном углу иконостаса.
У горњем делу иконостасне представе је сигнатура Матере Божија Живопријемни Источник. На њој је приказан допојасни лик Богородице у ставу оранте и у некој врсти фонтане. Доле око фонтане су две групе људи, лево један епископ и иза њега свештеници, а десно неки од светих краљева и краљица.
У изворном облику, црква је у целости, као и њене три куполе на крову, била иконописана. На жалост, 1946. године унутрашњост је прекречена и до данашњег дана није рестаурирана.
Звоник
Звоник цркве је издвојен и налази се на југоисточној страни црквене порте. Дрвене је конструкције са кровом препокривеним црепом на четири воде и крстом на врху.
Парохијски дом
У склопу црквене порте налази се парохијски дом у коме је смештена црквена ризница.
Мобилијар, библиотека, архива
Црква има своју библиотеку и архиву, у којој се чувају иконе које су израдили зоографи.

## Извор
1. 1 2  „Храмови Црквене општине Босилеград”. Епархија врањска. Архивирано из оригинала 19. 10. 2016. г. Приступљено 31. 8. 2016.
2. ↑  „Црква Рождества Пресвете Богородице у Босилеграду, Општина Босилеград, Архијерејско намесништво босилеградско”. Епархија врањска. Приступљено 30. 8. 2016.